# Zeyve Höyük
Zeyve Höyük, également connu sous le nom de Porsuk, est un site  hittite et gréco-romain situé près de la ville d'Ulukışla, dans la province de Niğde, en Turquie, construit vers le XVIIe siècle av. J.-C. et occupé de manière discontinue jusqu'à l'époque romaine. Cet ancien habitat fortifié se situe à un carrefour stratégique près des portes ciliciennes, voie de passage entre le plateau anatolien et le Levant. 

## Découverte et exploration
Sir William Mitchell Ramsay mentionne ce site pour la première fois en 1891 et en livre une première description dans la revue dans le Geographical Journal en 1903. Robert Forrer, en 1926, émet l'idée qu'il s'agit des vestiges de l'antique cité de Tunna (ou Dunna), évoqué dans des textes hittites et assyriens, hypothèse encore suggérée à ce jour. Quinze missions de fouilles sont menées de 1968 à 2002 sous la direction d'Olivier Pelon, auquel succède Dominique Beyer.
L'Institut français d'Études anatoliennes a révélé la mise au jour d'une enceinte perse durant l'été 2022. Elle daterait de l'époque achéménide. Cette découverte exceptionnelle fait entrer le site de Porsuk comme la troisième ville d'Anatolie prouvant la présence perse dans cette région après Dascylion et Gordion.

## Localisation et description
Située entre deux rivières, la colline, d'aspect tabulaire, comprend environ huit mètres de niveaux archéologiques et mesure environ 200 mètres de large et 450 mètres de long. Une route empruntée au moins depuis le IIe millénaire relie Tarse et la plaine côtière de Cilicie. Le site se situe probablement à un carrefour, à proximité du passage des armées et des caravanes.

## Histoire

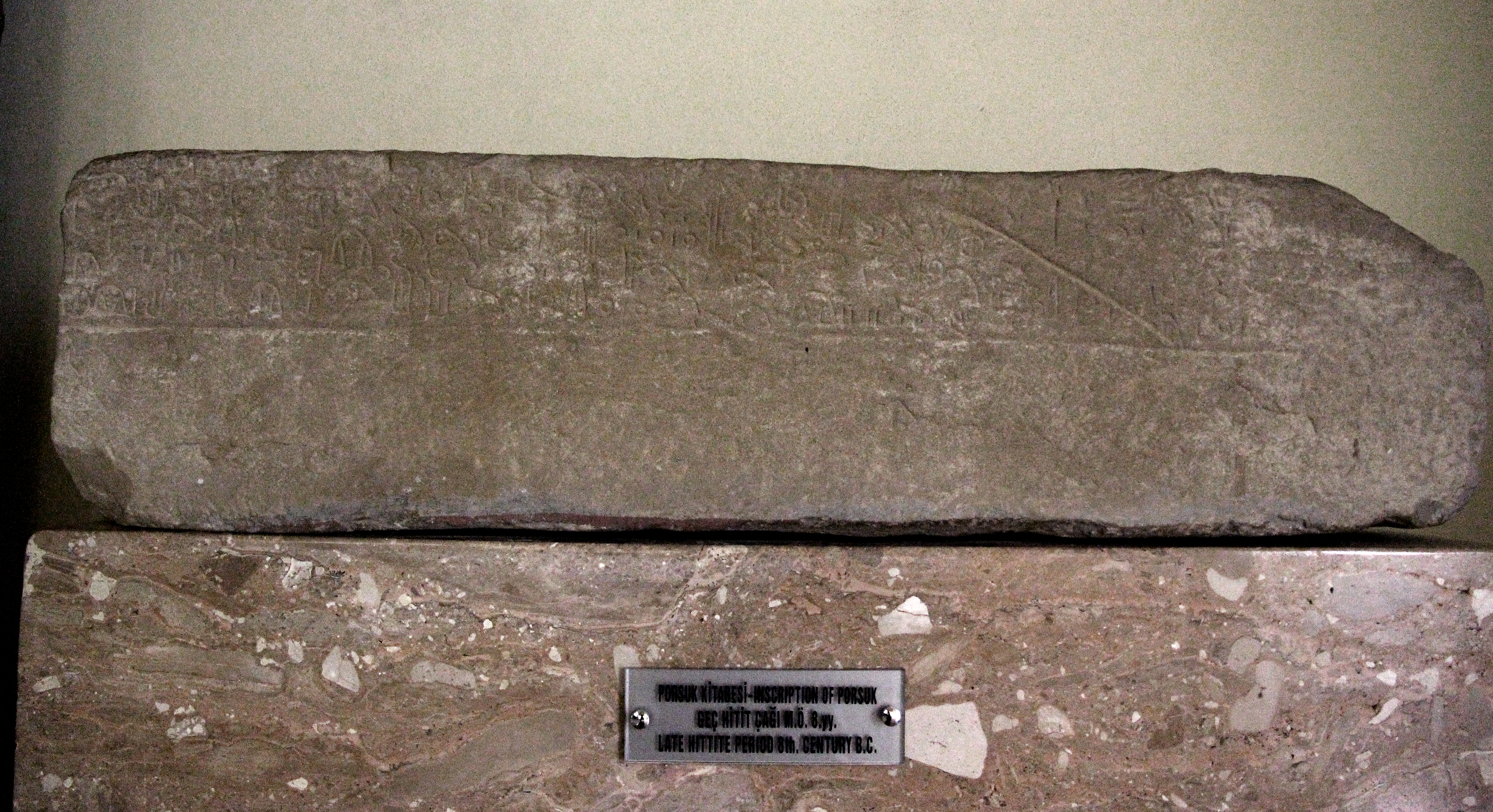
Stèle hittite du, découverte à Porsuk.

Construit vers 1600 av. J.-C., la périodisation du site se divise en six phases, du temps de l'ancien royaume hittite à la période romaine, aux environs du IIIe siècle apr. J.-C. Le site connaît une première destruction au Bronze récent dû à un incendie. Après un laps de temps mal élucidé, il est de nouveau occupé à l'époque néo-hittite, comme l'atteste l'inscription hittite hiéroglyphique du VIIIe siècle av. J.-C. à l'origine des fouilles et désormais conservée au musée archéologique de Niğde. Une pièce de monnaie à l'effigie d'Archélaos de Cappadoce indique que le niveau romain remonte au moins au dernier quart du Ier siècle av. J.-C.. Une nécropole, vraisemblablement chrétienne, remonte à l’Antiquité tardive et fut construite sur les décombres de l’habitat antérieur.